# 石原喜久太郎
石原 喜久太郎（いしはら きくたろう、1872年10月27日（明治4年9月25日）- 1944年（昭和19年）6月13日）は、日本の衛生学者、細菌学者である。

## 経歴・人物
島根県松江市に生まれ、後に上京し東京帝国大学医科大学（現在の東京大学大学院医学系研究科・医学部）に入学する。1901年（明治34年）に卒業後は、緒方正規の指導を受けながら母校で助手として教鞭を執った。1904年（明治37年）には侍医局に転勤し御用掛を務め、1908年（明治41年）に助教授として東京帝大に開基する。
1919年（大正8年）には教授に昇格し、その後は伝染病研究所（現在の東京大学医科学研究所）の技師を兼任した。同大学および同研究所に勤務中は衛生学および細菌学を専門として、その第二講座を担当し鼠咬症等の研究に携わる。後に黴菌学の講座も担当し、文部省における学校衛生取調嘱託として同大学に勤務する教員に結核の感染検査も行った。

## 受賞歴・栄典
- 日本学士院賞 東宮御成婚記念賞 - 1929年（昭和4年）門人の太田原豊一と共に受賞[1][2]。
- 勲三等瑞宝章 - 1928年（昭和3年）受章[2]。
- 北里研究所浅川賞 - 1929年受賞[2]。

## 著書
- 『石原学校衛生』